# Браспеннинкс, Адрианюс
Адрианюс Якобюс "Янус" Браспеннинкс (нидерл. Adrianus Jacobus "Janus" Braspennincx, 5 марта 1903 — 7 января 1977) — нидерландский велогонщик, призёр Олимпийских игр.

## Биография
Родился в 1903 году в Зюндерте. В 1927 году занял 2-е место на Туре Нидерландов. В 1928 году на Олимпийских играх в Амстердаме завоевал серебряную медаль в командной гонке преследования. Впоследствии перешёл в профессионалы, одержал порядка 500 побед на велогонках различных уровней, в 1930 и 1937 годах выигрывал чемпионат Нидерландов среди профессионалов.
Его брат, двоюродный брат и сын также были велогонщиками национального уровня.